# Inula mariae
Inula mariae là một loài thực vật có hoa trong họ Cúc. Loài này được Bordz. mô tả khoa học đầu tiên năm 1915.